# Прачечный мост
Пра́чечный мост — автодорожный каменный арочный мост через реку Фонтанку в Центральном районе Санкт-Петербурге, соединяет Летний Сад (остров) и Безымянный острова. Один из первых каменных мостов, построенных в Петербурге. Первый трёхпролётный каменный мост в городе. Объект культурного наследия России федерального значения.

## Расположение
Соединяет набережную Кутузова и Дворцовую набережную у истока Фонтанки. Рядом с мостом расположены Летний сад и Летний дворец Петра I.
Ниже по течению находится Пантелеймоновский мост. 
Ближайшие станции метрополитена — «Горьковская», «Чернышевская»

## Название
Прачечным мост называется в связи с тем, что неподалёку — на углу Сергиевской улицы и Фонтанки — были дворцовые прачечные.

## История
Прачечный мост, наряду с Верхне-Лебяжьим и Эрмитажным мостами, является одним из первых каменных мостов Санкт-Петербурга. Мост был построен одновременно с гранитной набережной левого берега Невы возле Летнего сада. Первоначальный проект, составленный в 1762 году, предусматривал строительство трёхпролётного каменного моста с деревянным разводным пролётом. Однако в окончательном проекте набережной мост стал неразводным: «через Фонтанную реку хотя прежде назначено мосту быть каменному только с берегов, а в середине деревянному подъёмному, но для прочности имеет быть весь каменный со сводами».
Автор проекта неизвестен. Общее руководство строительством гранитных набережных осуществлял архитектор Ю. М. Фельтен. Строительство моста, продолжавшееся с 1766 по 1769 год, велось под руководством архитектора И. Л. Росси и «квадраторного дел мастера» (впоследствии архитектора) Т. И. Насонова.
В 1887 году были перестроены два ледореза со стороны Невы. В 1908 году было проведено обследование моста, которое выявило значительные деформации. Результаты обследования водолазами свайного основания показали, что его деформации привели к оседанию среднего пролёта, раскрытию швов в парапетах (из-за чего они потеряли свои прежние формы), образованию трещин в левой речной опоре и т. д. В том же году Городской технической комиссией было принято решение о перестройке моста. В 1909 году Городская Дума поручила инженеру К. В. Ефимьеву составить проект перестройки моста в двух вариантах — с каменными и металлическими пролётными строениями. Консультантом проекта выступил известный мостостроитель С. П. Бобровский. Однако Академия художеств выступила против изменения вида Прачечного моста. В результате Думой было одобрено другое техническое решение, разработанное инженером Ефимьевым, заключавшееся в «…подведении фундаментов под быки и устои с урегулированием съездов с него». 
Этот проект был осуществлён лишь через 16 лет — в 1926 году. По проекту мост был ограждён со стороны Невы и Фонтанки перемычками, вода выкачана, опоры арок срезаны, на их место подведена бетонная подушка. Работы велись небольшими участками для предотвращения сплошной осадки опор. Ледорезы оказались также основательно разрушенными, и их переходили заново, дополнительно укрепив подводные части деревянной обшивкой и брусьями. В швы кладки под давлением был нагнетен цементный раствор, так как оказалось, что прежний раствор вымыт водой. Работы производились под руководством инженера Б. Д. Васильева при участии инженеров О. Е. Бугаевой и А. Л. Соларева.
Таким образом, Прачечный мост сохранился до настоящего времени без всяких изменений, за исключением смягчения уклонов его проезжей части. Вследствие этого у тротуаров потребовалось устроить лестничные спуски.

## Конструкция

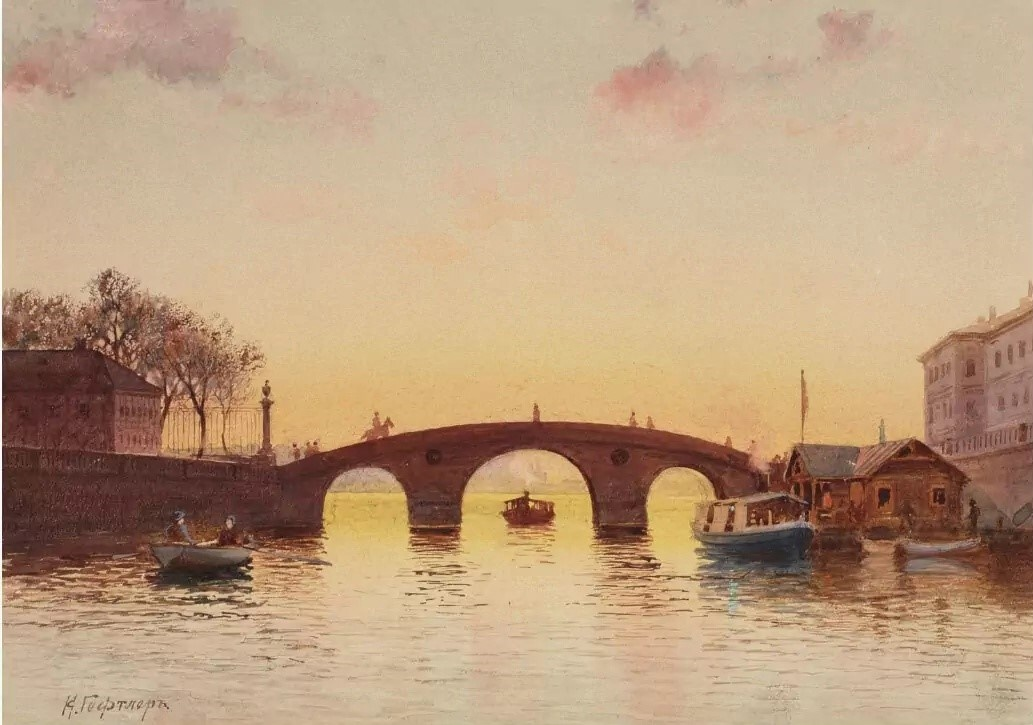
Карл Гефтлер. Вид на Прачечный мост с Летним садом и Летним дворцом за ним. Акварель, 1890-е годы

Мост трёхпролётный каменный арочный. Представляет собой сооружение с неравными каменными сводами, облицованными гранитными блоками правильной резки. Береговые устои и речные опоры устроены на свайном основании. Средний пролёт больше и выше двух смежных с ним. Тротуары открылков с четырёх сторон имеют по десять ступеней для перехода на уровень набережных. Над опорами устроены овальные люкарны, которые облегчают каменную кладку моста и обогащают его внешний облик. Длина моста составляет 40,9 м (между открылками — 37,5 м), ширина между парапетами — 14,3 м, ширина тротуаров — 2,13 м, высота свода (толщина в замке) — 0,77 м.

## Мост в искусстве
Прачечный мост фигурирует в одноимённом стихотворении Иосифа Бродского:
На Прачечном мосту, где мы с тобой
Уподоблялись стрелкам циферблата,
Обнявшимся в двенадцать перед тем,
Как не на сутки, а навек расстаться...
          («Прачечный мост», ОВП, 1968)